# Lindemannstraße 66 und 68

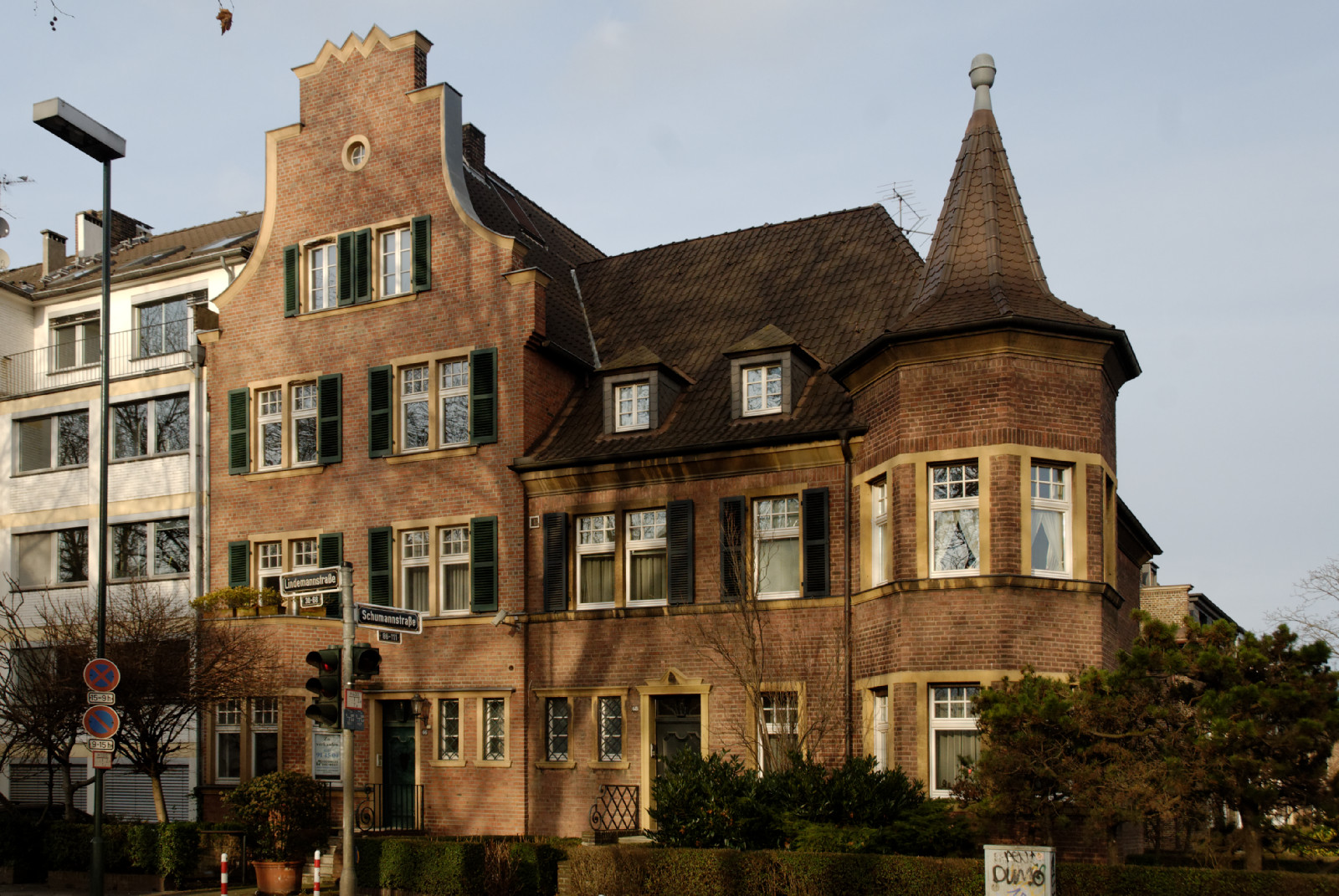
Lindemannstraße 66 und 68

Das denkmalgeschützte Doppelhaus Lindemannstraße 66 und 68 an der Ecke Schumannstraße in Düsseldorf-Düsseltal wurde 1925 von Hermann vom Endt im Stil der Heimatschutzarchitektur erbaut.

## Beschreibung
Das Gebäude mit Satteldach ist in vier Achsen untergliedert. Die beiden linken Achsen werden vom Haus Nr. 66 beansprucht und sind risalitartig vorgesetzt. In den Obergeschossen befinden sich Zwillingsfenster; im geschweiften Giebel zwei kleinere Fenster und ein Rundfenster.
Das Haus 68 ist zweigeschossig und hat einen fünfseitigen Eckturm.

## Kunstgeschichtliche Bedeutung
„Architekturgeschichtlich ist das Haus der niederrheinischen Variante des Heimatstils zuzuorden. Kennzeichnend für diesen Stil ist die Verwendung traditioneller, landschaftstypischer Materialien, vor allem des Backsteins, in Verbindung mit Grundrissen, die dem jeweiligen Zweck des Gebäudes angemessen sind.“